# Cartura
Cartura es una localidad y comune italiana de la provincia de Padua, región de Véneto, con 4.521 habitantes.

## Evolución demográfica
| Gráfica de evolución demográfica de Cartura entre 1861 y 2024                    |
|                                                                                  |
| Fuente ISTAT - elaboración gráfica de Wikipedia https://mapcarta.com/es/25415714 |